# 차층사오

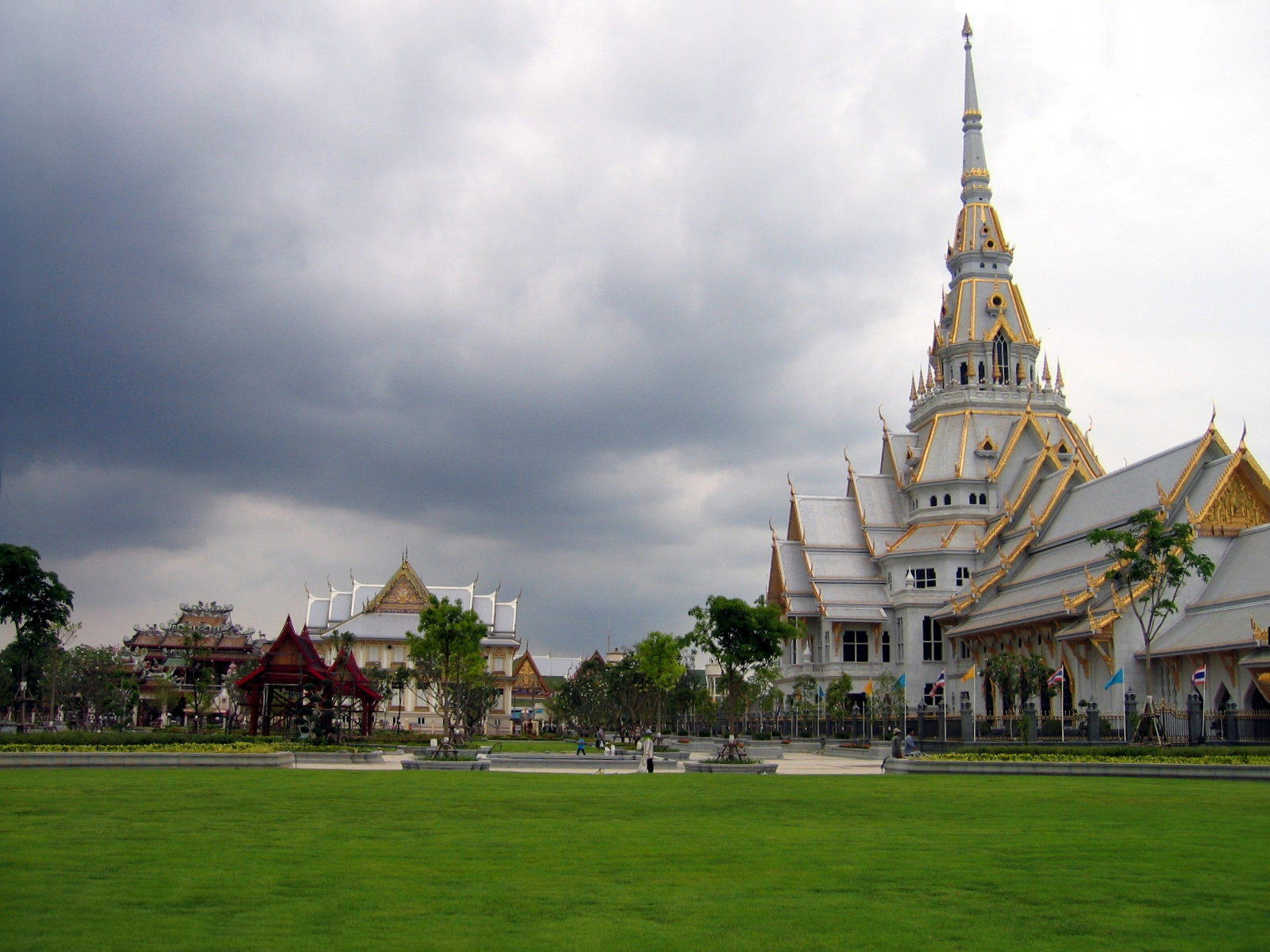

차층사오(태국어: ฉะเชิงเทรา)는 태국의 읍(테사반 므앙)으로, 차층사오주의 주도이다. 방빠꽁강의 기슭에 위치하고 므앙차층사오군에 포함된다. 2006년의 인구는 60,893명이다.
읍은 아유타야 왕국의 마하차끄라빳 왕의 치세 때인 1549년에 설립되었고 원래는 병사 모집의 장소로서 사용되었다. 마하탐마라차 왕의 치세 때 왕국은 버마에 패하여 약해졌다.
차층사오는 때때로 '뺏리우'로 불리는데 이것은 과거에 이 지역에서 커다란 물고기가 잡힌 데에서 유래한다.
읍은 방콕에서 동쪽으로 약 100km 떨어져있고 버스나 기차로 쉽게 접근할 수 있다.